# 桥巩镇
桥巩乡，是中华人民共和国广西壮族自治区来宾市兴宾区下辖的一个乡镇级行政单位。

## 行政区划
桥巩乡下辖以下地区：
桥巩村、葵花村、毛塘村、周山村、吉林村、东塘村、岜山村、木土村、文武村、高槐村和彩村。